# Partido Liberal Italiano
El Partido Liberal Italiano (Partito Liberale Italiano, PLI) fue un partido político italiano de ideología liberal desaparecido en 1994.

## Historia

### Origen
El liberalismo en Italia hay que remontarlo al grupo parlamentario formado por Camillo Benso di Cavour en el Parlamento del Reino de Cerdeña tras la revolución de 1848, denominado la "Derecha Histórica". Los liberales eran moderadamente conservadores y apoyaban un gobierno centralizado, el sufragio restringido, los impuestos regresivos y el librecambismo. Pese a dominar la política italiana tras unificación de Italia en 1861 nunca formaron un partido, basando su poder en el sufragio censitario y en el sistema electoral de escrutinio mayoritario uninominal.
La Derecha se opuso a la progresista "Izquierda Histórica", que derrocó al gobierno de Marco Minghetti durante la llamada "revolución parlamentaria" de 1876, que permitió que el primer ministro fuera Agostino Depretis. Sin embargo, Depretis inmediatamente empezó a buscar el apoyo de los parlamentarios de la Derecha, que fácilmente aceptaba cambiar sus posiciones en una situación de corrupción generalizada. Este fenómeno, llamado en italiano como trasformismo, anuló las diferencias políticas en el Parlamento, dominado hasta después de la Primera Guerra Mundial por un bloque liberal con una mayoría aplastante.
Durante la década de 1900 y 1910, dos facciones parlamentarias se alternaron en el gobierno, una dirigida por Sidney Sonnino, y la otra mucho, mayor, dirigida por Giovanni Giolitti. Por entonces los liberales gobernaron en alianza con los radicales, los demócratas y, ocasionalmente, con los socialistas reformistas.

### Periodo de entreguerras
Al final de la Primera Guerra Mundial, el sufragio universal y el sistema de representación proporcional fueron introducidos en Italia. Estas reformas causaron grandes problemas a los liberales, que se vieron incapaces de detener el ascenso de dos grandes partidos consolidados y democráticos, el Partido Socialista Italiano y los del Partido Popular Italiano, que había tomado el control de muchos poderes locales en el norte de Italia incluso antes de la guerra. 
El Parlamento estaba dividido en varios bloques con una enorme inestabilidad, con los socialistas de una parte, y el crecimiento de los fascistas de otro, que se convirtieron en protagonistas de violencias trifurcas. En esta caótica situación, los liberales fundaron su Partido Liberal Italiano en 1922, que de inmediato cayó en el entorno fascista. El partido se presentó dentro de la lista del Partido Nacional Fascista en las elecciones generales de 1924, dando su apoyo a los fascistas convirtiéndose en una pequeña fuerza política dentro de la mayoría absoluta del PNF. El partido fue prohibido finalmente bajo el gobierno de Benito Mussolini en 1925, mientras que a muchos viejos políticos liberales se les dieron cargos políticos de prestigio, pero nada influyentes, como los escaños en el Senado italiano, despojado de todo poder real tras las reformas fascistas.

### Tras la Segunda Guerra Mundial
El partido fue refundado en 1943 por Benedetto Croce, un prominente intelectual y senador cuyo reconocimiento internacional le permitió seguir en libertad bajo el régimen fascista, a pesar de ser un antifascista declarado. Varios grupos habían reivindicado antes la etiqueta de "liberal", pero nunca se habían organizado como partido. Participó activamente en la resistencia italiana y tras el final de la Segunda Guerra Mundial, el liberal Enrico De Nicola se convirtió en "Jefe interino del Estado" (más tarde Presidente de la República el 1 de enero de 1948), mientras que Luigi Einaudi (quien como ministro de Economía y gobernador del Banco de Italia entre 1945 y 1948 había reformado la economía italiana) fue el segundo presidente de Italia. Participó asimismo en los gobiernos de unidad nacional dirigidos por Ivanoe Bonomi y Ferruccio Parri. Además hay que señalar que en el referéndum sobre el modo de gobierno (república o monarquía) el PLI defendió la monarquía, opción que sería derrotada.
En las elecciones generales de 1946 el partido, integrado en la coalición Unión Democrática Nacional, obtuvo el 6,8% de los votos, por debajo de sus expectativas. El PLI obtuvo gran apoyo entre los supervivientes de la clase política italiana anterior al surgimiento del fascismo, como Vittorio Emanuele Orlando o Francesco Saverio Nitti. En los primeros años, el partido fue dirigido por Leone Cattani, miembro del ala más izquierdista, y después por Roberto Lucifero, un monárquico-conservador. Este hecho provocó la salida del grupo de Cattani, por lo que Bruno Villabruna, un moderado, fue elegido secretario en 1948 con el fin de volver a unir a todos los liberales bajo una sola bandera.

### Años 60 y 70
Bajo Giovanni Malagodi el partido se desplazó hacia la derecha en temas económicos. En particular, el PLI se opuso a la nueva coalición de centro izquierda que incluía también el Partido Socialista Italiano y se presentó a sí mismo como el principal partido conservador de Italia. Esta política acabó con el consenso existente en el partido y en 1956 el sector más a la izquierda, entre ellos Bruno Villabruna, Eugenio Scalfari y Marco Pannella, abandonaran el PLI y fundaran el Partido Radical Italiano.
Malagodi logró ganarse a votantes del Movimiento Social Italiano, el Partido Nacional Monárquico y, especialmente, de Democracia Cristiana, partido cuya base estaba compuesta también por conservadores recelosos de los socialistas. Así, logró aumentar los resultados electorales del partido a un récord histórico de 7,0% en las elecciones generales de 1963; sin embargo el partido se mantuvo en la oposición durante toda la década de 1960. Después de la renuncia de Malagodi al liderazgo del partido en 1972, los liberales obtuvieron un humillante 1,3% de los votos en las elecciones de 1976, tratando de volver a ganar fuerza apoyando ciertas reformas sociales como el divorcio.

### El Pentapartito
En 1976, Valerio Zanone se hizo cargo del partido, moviéndose este hacia el centro político. El nuevo secretario abrió a negociar con los socialistas, con la esperanza de poner en acción una especie de pacto Lib-Lab, similar al formado en el Reino Unido entre 1977 y 1979 entre laboristas y liberales.
En 1983, el PLI finalmente se unió al denominado pentapartito, un pacto de gobierno entre Democracia Cristiana (DC), el Partido Socialista Italiano (PSI), el Partido Socialista Democrático Italiano (PSDI), el Partido Republicano Italiano (PRI) y el PLI. En la década de los 80, el partido fue dirigido por Renato Altissimo y Alfredo Biondi.
Con la salida a la luz del escándalo de corrupción apodado Tangentopoli, muchos partidos de gobierno experimentaron una rápida pérdida de su apoyo. En los primeros meses del Partido Liberal pareció inmune a la investigación, sin embargo al irse profundizando en este, el PLI resultó ser parte de la trama de corrupción. Francesco De Lorenzo, ministro de Sanidad liberal, fue uno de los políticos más odiados en Italia por su corrupción, que incluyó el robo de fondos de los enfermos y permitiendo la comercialización de medicamentos a base de sobornos.

### Disolución y diáspora
El partido fue disuelto el 6 de febrero de 1994, reclamando ser herededos del PLI al menos seis partidos:
- la Unión de Centro (UDC), dirigida por Alfredo Biondi, Raffaele Costa y Enrico Nan, que más tarde se asoció con Forza Italia, uniéndose a esta en 1998;
- el Partido Liberal (PL), dirigido por Stefano De Luca, Ernesto Caccavale y Luigi Calligaris, asociado también a Forza Italia, pero distanciandse de esta más tarde;
- un grupo, que incluía a Antonio Martino, Giuliano Urbani, Giancarlo Galan y Paolo Romani, se unió directamente a Forza Italia;
- Derecha Liberal Italiana (DLI), dirigida por Gabriele Pagliuzzi y Giuseppe Basini, se unió a la Alianza Nacional, en 2012 se integró en Elección Cívica;
- la Federación de los Liberales (FdL), dirigida por Raffaello Morelli y Valerio Zanone, heredero directo del PLI, se unió a la Pacto Segni, entonces en El Olivo;
- Izquierda Liberal (SL) de Gianfranco Passalacqua, representó a los izquierdistas del partido y se unió finalmente a los Demócratas de Izquierda en 2006;
- la Unión Liberaldemocrática, dirigida por Valerio Zanone, creado en el 1993 antes de la disolución del propio PLI; inalmente se unió a la FdL.

Algunos años después de la disolución del partido, la mayoría de los miembros emigraron a Forza Italia o de otras formaciones del centro-derecha, mientras que algunos otros se unieron al centro-izquierda, y sobre todo a Democracia es Libertad-La Margarita.

### Refundación
En 2004, el partido fue refundado por Stefano De Luca, entonces líder del Partido Liberal, Renato Altissimo, Carla Martino, Giuseppe Basini, Attilio Bastianini, Savino Melillo, Salvatore Grillo, Arturo Diaconale y Gian Nicola Amoretti. Este pretende reunir a los italianos liberales y de derechas, y, pese ser miembro de la Casa de las Libertades en su momento, pronto se distanció de esta coalición de centro-derecha dominada por Forza Italia, donde anteriormente habían acabado la mayoría de los liberales italianos, con el fin de seguir un camino propio.
En 2011, el nuevo PLI se unió al efímero Nuevo Polo por Italia.

## Secretarios generales
- Giovanni Cassandro (abril-junio de 1944)
- Manlio Brosio (junio-diciembre de 1944)
- Leone Cattani (diciembre de 1944 - diciembre de 1945)
- Giovanni Cassandro (diciembre de 1945 - diciembre de 1947)
- Roberto Lucifero (diciembre de 1947 - octubre de 1948)
- Bruno Villabruna (octubre de 1948 - febrero de 1954)
- Alessandro Leone di Tavagnasco (febrero-abril de 1954)
- Giovanni Malagodi (abril de 1954 - julio de 1972)
- Agostino Bignardi (julio de 1972 - febrero de 1976)
- Valerio Zanone (febrero de 1976 - julio de 1985)
- Alfredo Biondi (julio de 1985 - mayo de 1986)
- Renato Altissimo (mayo de 1986 - mayo de 1993)
- Raffaele Costa (mayo de 1993 - febrero de 1994).

## Resultados electorales

### Cámara de Diputados
| Año electoral | Votos          | %    | Escaños | +/–                  | Líder             | Gobierno              |
| ------------- | -------------- | ---- | ------- | -------------------- | ----------------- | --------------------- |
| 1921          | 470.605 (#5)   | 7,12 | 43/535  | 2a                   | Luigi Facta       | Gobierno              |
| 1924          | 233.521 (#9)   | 3,27 | 15/535  | 15                   | Luigi Facta       | Oposición             |
| 1946b         | 1.560.638 (#4) | 6,78 | 41/556  |                      | Manlio Brosio     | Oposición (1946-1947) |
| 1946b         | 1.560.638 (#4) | 6,78 | 41/556  | Gobierno (1947-1948) | Manlio Brosio     |                       |
| 1948c         | 1.003.727 (#4) | 3,82 | 19/574  | 22                   | Leone Cattani     | Gobierno (1948-1950)  |
| 1948c         | 1.003.727 (#4) | 3,82 | 19/574  | 22                   | Leone Cattani     | Oposición (1950-1953) |
| 1953          | 815.929 (#7)   | 3,01 | 13/590  | 6                    | Bruno Villabruna  | Oposición (1953-1954) |
| 1953          | 815.929 (#7)   | 3,01 | 13/590  | 6                    | Bruno Villabruna  | Gobierno (1954-1957)  |
| 1953          | 815.929 (#7)   | 3,01 | 13/590  | 6                    | Bruno Villabruna  | Oposición (1957-1958) |
| 1958          | 1.047.081 (#6) | 3,54 | 17/596  | 4                    | Giovanni Malagodi | Oposición             |
| 1963          | 2.144.270 (#4) | 6,97 | 39/630  | 22                   | Giovanni Malagodi | Oposición             |
| 1968          | 1.850.650 (#4) | 5,82 | 31/630  | 7                    | Giovanni Malagodi | Oposición             |
| 1972          | 1.300.439 (#6) | 3,89 | 20/630  | 11                   | Giovanni Malagodi | Gobierno (1972-1973)  |
| 1972          | 1.300.439 (#6) | 3,89 | 20/630  | 11                   | Giovanni Malagodi | Oposición (1973-1976) |
| 1976          | 480.122 (#8)   | 1,31 | 5/630   | 15                   | Valerio Zanone    | Oposición             |
| 1979          | 712.646 (#8)   | 1,94 | 9/630   | 4                    | Valerio Zanone    | Gobierno (1979-1980)  |
| 1979          | 712.646 (#8)   | 1,94 | 9/630   | 4                    | Valerio Zanone    | Oposición (1980-1981) |
| 1979          | 712.646 (#8)   | 1,94 | 9/630   | 4                    | Valerio Zanone    | Gobierno (1981-1983)  |
| 1983          | 1.066.980 (#7) | 2,89 | 16/630  | 7                    | Valerio Zanone    | Gobierno (1983-1987)  |
| 1983          | 1.066.980 (#7) | 2,89 | 16/630  | 7                    | Valerio Zanone    | Oposición (1987)      |
| 1987          | 809.946 (#9)   | 2,10 | 11/630  | 5                    | Renato Altissimo  | Gobierno              |
| 1992          | 1.121.264 (#8) | 2,86 | 17/630  | 6                    | Renato Altissimo  | Gobierno              |

### Senado de la República
| Año electoral | Votos          | %    | Escaños | +/– | Líder             |
| ------------- | -------------- | ---- | ------- | --- | ----------------- |
| 1948c         | 1.222.419 (#3) | 5,40 | 7/237   |     | Leone Cattani     |
| 1953          | 695.816 (#7)   | 2,86 | 3/237   | 4   | Bruno Villabruna  |
| 1958          | 1.012.610 (#6) | 3,87 | 4/246   | 1   | Giovanni Malagodi |
| 1963          | 2.043.323 (#4) | 7,44 | 18/315  | 14  | Giovanni Malagodi |
| 1968          | 1.943.795 (#4) | 6,79 | 16/315  | 2   | Giovanni Malagodi |
| 1972          | 1.319.175 (#6) | 4,38 | 8/315   | 8   | Giovanni Malagodi |
| 1976          | 438.265 (#7)   | 1,39 | 2/315   | 6   | Valerio Zanone    |
| 1979          | 691.718 (#7)   | 2,21 | 2/315   |     | Valerio Zanone    |
| 1983          | 834.771 (#7)   | 2,69 | 6/315   | 4   | Valerio Zanone    |
| 1987          | 700.330 (#8)   | 2,16 | 3/315   | 3   | Renato Altissimo  |
| 1992          | 939.159 (#9)   | 2,82 | 4/315   | 1   | Renato Altissimo  |

a Respecto al resultado de  Unión Liberal en 1919.
b Dentro de la Unión Democrática Nacional.
c Dentro del Bloque Nacional.